# أحمد محمد إبراهيم (محامي)
أحمد محمد إبراهيم (بالملايوية: Ahmad Mohamed Ibrahim)‏ هو قاضي ومحامي ماليزي، ولد في 15 مايو 1916 في سنغافورة، وتوفي في 17 أبريل 1999 في كومبق في ماليزيا.